# 行動支付
行動支付（又稱行動付款、數位付款、電子付款、感應支付、掃碼付款、數位支付、電子支付和掃碼支付）是指使用行動裝置進行付款的服務。在不需使用現金、支票或信用卡的情況下，消費者可使用行動裝置支付各項服務或數位及實體商品的費用。雖然使用非實體貨幣系統的概念已存在許久，但支援此系統的科技直到近期才開始普及。
行動支付在世界各地以不同的形式應用。
形式問題也會導致行動支付的比例提高。主要的行動支付方式共有五種類型：簡訊為基礎的轉帳支付、行動裝置網路支付（WAP）、應用程式支付（APP）、
條碼支付（Barcode, QR碼）和感應支付（NFC）。此外，在海地等國家也開始出現行動服務營運商與銀行合作的支付方式。 
許多公司提供了行動支付的解決方案，包括金融機構和信用卡公司、網路服務公司（例如Google）、行動通訊服務營運商、主要的通訊網路基礎建設商（例如Orange的w-HA）以及生廠行動裝置的跨國公司（例如Ericsson、BlackBerry和蘋果公司）。

## 簡訊為基礎的轉帳支付
在以簡訊為基礎的行動支付方式中，消費者透過SMS簡訊或USSD發送支付請求至一個電話號碼或簡碼，支付的款項由電信帳單或電子錢包中扣除。支付的對象在收到支付成功的確認訊息後提供商品或服務。由於在過程中通常不會提供消費者的實體地址，因此大多數接受簡訊支付的服務為數位商品，接受支付的商家透過多媒體簡訊（MMS）服務傳送消費者購買的音樂、手機鈴聲、壁紙圖片等。此外，商家透過多媒體簡訊也可傳送條碼，消費者可在商家處出示條碼並在掃瞄後換取商品服務。以簡訊為基礎的轉帳支付服務在亞洲及歐洲十分盛行。

## 行動網路支付（WAP）
消費者透過網頁或額外下載並安裝在手機上的應用程式來進行支付。這種方式使用無線應用協議（WAP）作為技術基礎。

## 應用程式支付（APP）
在2018年10月4日，Mastercard、香港上海匯豐銀行、香港數碼港及教育應用程式開發商 GRWTH 主辦的「香港教育界電子貨幣促進計劃」推出香港首個多元化 in-app 電子支付功能，為香港教育界帶來無現金支付體驗。
在2019年4月4日，GRWTH Pay （页面存档备份，存于） 榮獲香港資訊及通訊科技獎智慧生活（生活時尚）金獎。

## QR碼支付

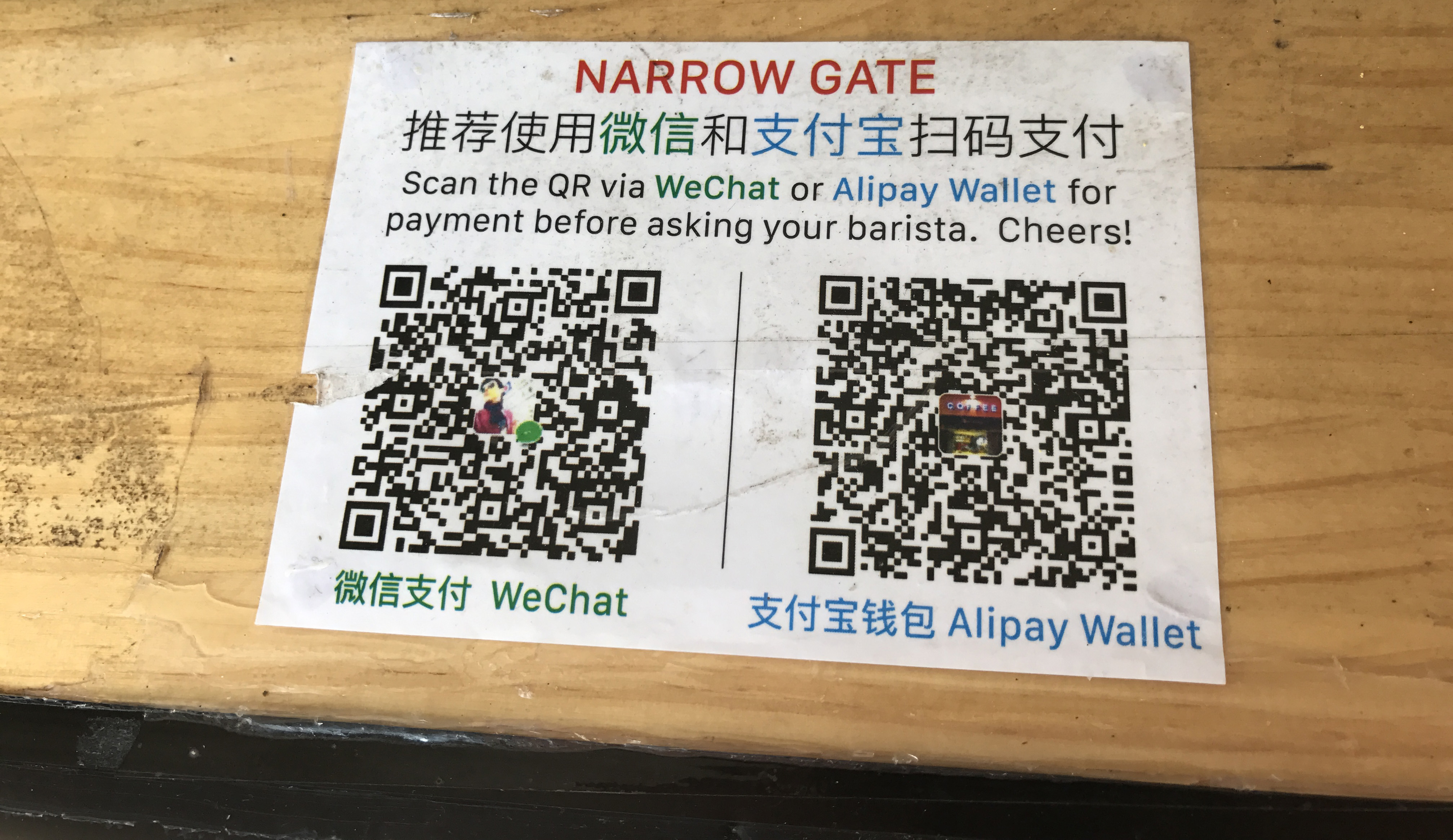
商家张贴的用于消费者付款的QR码

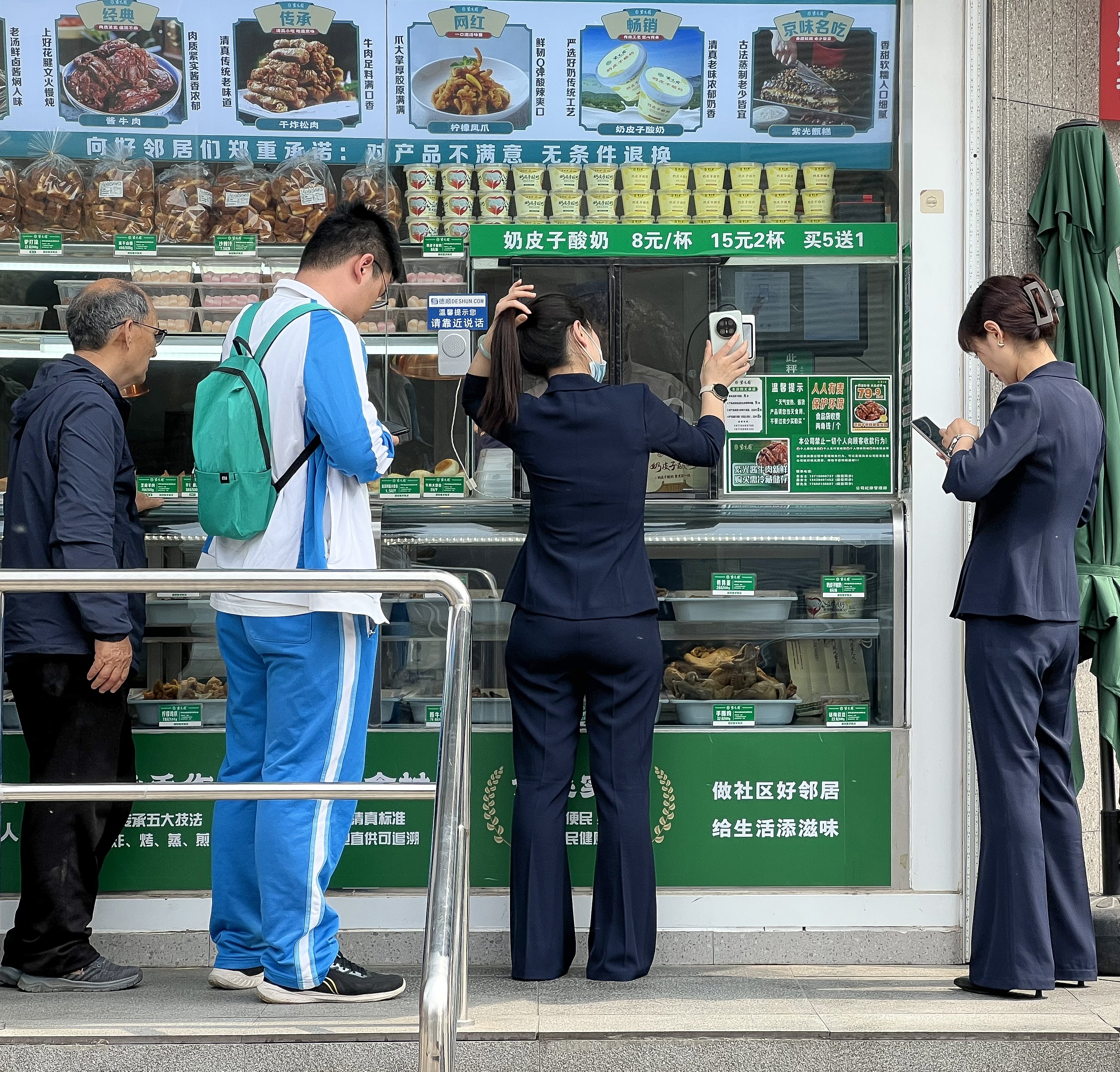
中国大陆常见的被动扫码场景：商家利用扫码设备（包括POS机具）扫描顾客调出的支付二维码进行交易

QR碼是一種正方形的二維條碼。QR碼能夠簡單地將資訊輸入行動電話中，能讓輸入網址或複製一段文字變得簡單。
QR碼最早在1994年誕生。最早的應用為對倉庫內的貨品進行追蹤管理，QR碼是為了取代傳統的1D條碼而設計。傳統的條碼僅能儲存數字資訊，必須與資料庫對照後才能轉換為有用的內容。QR碼則可直接在條碼中儲存文字資訊，在亞洲和歐洲有著廣泛的使用。
2012年在台灣, 由蔡政儒、張互賓、王佑仁與王振芳發明的行動支付技術，可以透過影像圖像(Barcode/QRCode)、聲波等傳輸行動交易資料，與多重密碼驗證功能，獲得台灣發明專利，並取名HyPocket於2012年11月於Facebook上公開下載，本著開放式架構的精神, 教導大眾使用。
在德國，一間名為GO4Q的新創公司在2012年10月推出了一項結合櫥窗和行動裝置購物的系統。該系統在2012年12月加入了行動支付的功能。GO4Q利用標準的信用卡支付系統，因此不受區域的限制。這套系統需要一次性的註冊程序才能使用。在消費者和商家方面，這套系統能在任何智慧型裝置（iOS、Android）上使用。MasterCard在2012年推出了另一款行動支付應用程式「QkR」，此系統在澳洲使用，並在紐約的洋基球場進行測試。消費者可使用應用程式掃描QR碼，選購食物或其他商品。
在中国大陆，因支付宝和微信支付的移动付款技术为QR碼支付技术，这也使得QR碼支付在中国大陆社会极为普遍，有別於以NFC支付為主的一些已開發國家。中国人民银行2017年印发的《条码支付业务规范（试行）》将二维码支付分为付款扫码（付款人通过移动终端识读收款人展示的条码完成支付，也称“主动扫码”）和收款扫码（收款人通过识读付款人移动终端展示的条码完成支付，也称“被动扫码”）两类。
在台灣，因為LINE Pay、街口支付所使用的技術為QR code支付，故QR code支付也相當普遍。
在香港，以QR碼支付的普及率甚低。2021年上半年，多種公共交通工具的QR碼使用率僅為0.5%。
在澳門，以QR碼支付的普及率較高。自2014年由澳門通股份有限公司在澳首推QR碼支付（Mpay）起。到2022年1月，澳門金融管理局推出其金融產品聚易用結算支付系統，將澳門本地各金融機構QR碼支付功能聚合使用。2023年8月推出聚易用+，使聚合支付場景更廣，目前只限在公共巴士的QR碼支付。

## 感應支付
近場通訊（NFC）支付方式經常在實體商店或交通設施中使用。消費者須使用配備有智慧卡的行動電話，並將行動電話置於感應器模組前。大多數的交易並不需要額外授權，但也有部分交易在完成前要求輸入密碼或使用指紋授權。支付的款項可由預付帳戶或銀行帳戶中扣除，或計入電信費用中收取。
最常見的是Visa Paywave、MasterCard Contactless、Apple Pay及Google Pay，目前已經在歐洲、北美為主的已開發國家有極高的普及率。
NFC行動支付的普及速度與範圍目前面臨嚴峻的挑戰，這是由於缺乏支援NFC支付的基礎設施、複雜的生態系統、營運商架構和標準所致。然而，部分行動電話製造商和銀行對NFC行動支付有著十分積極的作為，例如易利信和Aconite公司推出了幫助銀行建立讓消費者透過NFC進行行動支付應用的服務。
日本的NFC支付營運商與大眾運輸系統有著緊密的連結，例如東日本旅客鐵道（JR East）旗下路網所使用的Mobile Suica。由於包括Mobile Suica、Edy、nanaco的NFC支付服務皆使用「Osaifu-Keitai」（おサイフケータイ）系統架構，Osaifu-Keitai已成為日本的NFC支付標準系統。其核心技術「Mobile FeliCa IC」是由索尼、NTT DoCoMo和東日本旅客鐵道共同擁有。Mobile FeliCa技術是以索尼的FeliCa為基礎，FeliCa是日本的非接觸型智慧卡的主要標準，香港的八達通公司也是用這個技術。
國際市場上有使用NFC支付的Token技術代碼化信用卡，如：Apple的Apple Pay、Google的Google Pay、Samsung的Samsung Pay。結帳時使用虛擬卡號支付，減少實體卡號暴露盜用的危險，是一種高安全的支付技術。2017年起，日本Suica已整合在Apple Pay電子錢包裡。
其他商家的行動支付方式同時使用了NFC和行動裝置上的條碼，例如Cimbal和DigiMo，這樣的方式能讓不支援NFC的行動電話也可使用同一套系統進行支付。

## 資料來源
1. ↑  . MPRA. 2012  [2015-04-19]. （原始内容存档于2019-06-08）.
2. ↑  GSMA Mobile Money Deployment Trackerfrom wirelessintelligence.com （页面存档备份，存于）
3. ↑  . Ericsson.com. 2010-11-02  [2011-09-19]. （原始内容存档于2010-12-18）.
4. ↑   (PDF).
5. ↑  . 2014-02  [2015-04-19]. （原始内容存档于2014-02-28）.
6. ↑  . Reuters.com.   [2012-12-16]. （原始内容存档于2015-10-17）.
7. ↑  . Ericsson.com.   [2012-12-16]. （原始内容存档于2017-03-15）.
8. ↑  . e-zone. 2018-10-04  [2018-11-20]. （原始内容存档于2020-08-10）.
9. ↑   (PDF). 香港資訊及通訊科技獎. 2019-04-04  [2019-04-09]. （原始内容 (PDF)存档于2022-04-18）.
10. ↑  hypocket. .   [2012-11-18]. （原始内容存档于2022-04-14）.
11. ↑   (PDF). 中国人民银行条法司. 2017-12-29  [2025-04-11].
12. ↑  . 新京报. 2017-12-28  [2025-04-11]. “付款扫码”是指付款人通过手机、Pad等移动终端识读收款人展示的条码完成支付的行为，是用户主动扫码付款，俗称“主扫”；“收款扫码”是指收款人通过识读付款人移动终端展示的条码完成收款的行为，是用户被动扫码支付，俗称“被扫”。
13. ↑  數位時代. . 2022.11.16  [2023-07-21]. （原始内容存档于2023-07-21）.
14. ↑  . 數位時代. 2019.07.18  [2023-07-21]. （原始内容存档于2023-07-21）.
15. ↑  . 香港經濟日報. 2021-09-15  [2021-09-15]. （原始内容存档于2022-04-14）.
16. ↑  . 澳門金融管理局（AMCM）. 澳門特別行政區新聞局. 2021年1月21日  [2023年6月26日]. （原始内容存档于2023年6月26日）.
17. ↑  . 澳門日報. 2023-08-09  [2023-08-09]. （原始内容存档于2023-08-11）.
18. ↑  . RFID Journal. 2008-03-03  [2011-09-19]. （原始内容存档于2012-10-15）.
19. ↑  . Mobile Payments Today.   [2013-01-25]. （原始内容存档于2013-02-16）.
20. ↑  .   [2020-06-12]. （原始内容存档于2018-06-14）.
21. ↑  . Nearfieldcommunicationsworld.com. 2010-10-15  [2011-09-19]. （原始内容存档于2011-08-09）.